# 比利·坎宁安
威廉·约翰·坎宁安（英語：William John Cunningham，1943年6月3日—）是美国前职业篮球运动员、教练，场上位置小前鋒或大前鋒。

## 生平
坎宁安出身于纽约市布鲁克林，大学就读于北卡罗来纳大学。1965年，坎宁安在1965年NBA選秀首轮第五顺位被费城76人选中，1967年随队夺得NBA总冠军。1976年，坎宁安退役，次年出任76人队主教练，并于1983年率队夺得总冠军。